# 前田一翠
前田 一翠（まえだ いっすい、1990年 6月21日 - ）は、日本のファッションモデルである。
熊本県熊本市出身。

## 略歴
熊本県熊本市に生まれる。 静岡県 の東海大学海洋学部卒業。在学中は海上保安官を目指すが、卒業後は健康関係の仕事に就く。2015年度ミスター・ワールド・ジャパンで準優勝したことを契機に、ファッションに興味を持つ。　2016年に単身でイタリアに渡ると、オーディションを勝ち抜きドルチェ&ガッバーナのオートクチュールモデルに起用される。その後、ジョルジオ・アルマーニ、イザイア（参考：en:Isaia）など世界的ブランドコレクションの舞台に立つ。

## 出演

### ファッションショー
- Africa Mozambique fashion week
- ISAIA Napoli Sotteranea Collection.
- Giorgio Armani Fall Winter 2020-2021 Men’s Fashion Show
- Giorgio Armani cruise show
- Giorgio Armani Spring Summer 2019 Men’s Fashion Show | MFW
- Dolce & Gabbana Naked King Secret Show Spring/Summer 2019
- Poan Menswear Spring Summer 2018 Milan
- Dolce&Gabbana Alta Sartoria at the Italian Embassy in Tokyo.
- Dolce&Gabbana Alta Sartoria – Monreale, July 2017
- Dolce&Gabbana オートクチュール来日ショー
- Dolce&Gabbana Alta Sartoria Teatro La Scala, Milan 2017
- PHILIPP PLEIN Plein Sport Menswear Fall Winter 2017 Milan
- MATSUYAGINNZA (ISSEY MIYAKE)
- SHITO HISAYO COLLECTION AAPPARE[6]

### テレビ番組
- テレビ熊本「英太郎のかたらんね」「若っ人ランド」[7]
- 熊本朝日放送「駅前TVサタブラ」[7]
- テレビ山梨「スゴろく」[8]

### CM
- 日本証券業協会 つみたてNISACM男性編　[7][9]
- Spotify[7]

## その他
14歳の時、オーストラリアで開催された「千歳流空手道世界大会 個人型」で準優勝する。「第62回国民体育大会セーリング シーホッパー級スモールリグ」出場。「全日本ライフセービング選手権大会」で7位の成績を収める。空手二段、JLA認定Basic Surf Lifesaver資格